# William Thornton
William Edgar Thornton (Faison, 14 april 1929 – Fair Oaks Ranch, 11 januari 2021) was een Amerikaans ruimtevaarder. 

## Loopbaan
Thornton zijn eerste ruimtevlucht was STS-8 met de spaceshuttle Challenger en vond plaats op 30 augustus 1983. Tijdens de missie werden twee satellieten in de ruimte gebracht. Het was de eerste missie met een nachtlancering en landing. Hij was ook werkzaam bij missie STS-51-B. In totaal heeft Thornton twee ruimtevluchten op zijn naam staan. In 1994 verliet hij NASA en ging hij als astronaut met pensioen. Daarna werkte hij nog voor de Universiteit van Houston en bij de Universiteit in Galveston.
William Edgar Thornton overleed in 2021 op 91-jarige leeftijd in zijn huis in Texas.
- Library of Congress Control Number: no2013133258
- SNAC: w68735hn
- Virtual International Authority File: 305457787
- WorldCat: E39PBJkT7FwY74vGB6kgDpT8md